# Newtown (Connecticut)
Newtown è una città di 27.560 abitanti degli Stati Uniti d'America, fondata nel 1705 e situata nella Contea di Fairfield nello Stato del Connecticut. Nella città si trova anche il villaggio di Sandy Hook.

## Storia

### Massacro alla Sandy Hook Elementary School
Il 14 dicembre 2012 nella Sandy Hook School un killer, poi suicida, Adam Lanza di anni 20, ex studente della scuola, ha ucciso 27 persone di cui 20 alunni (12 bambine e 8 bambini, tutti tra i 6 ed i 7 anni) e 7 adulti tutti dipendenti della scuola Sandy Hook, tra cui la madre, Nancy Lanza, insegnante della scuola materna (rinvenuta morta in casa ed uccisa prima della strage), la preside, la psicologa della scuola, due insegnanti della scuola elementare ed un ex alunno, compagno di classe di Lanza nel periodo in cui frequentava la Sandy Hook.

## Idrografia
All'interno del territorio del comune è presente il lago Zoar.